# Austrian Open 1989
L'Austrian Open 1989 è stato un torneo di tennis giocato sulla terra rossa. È stata la 44ª edizione del torneo, che fa parte del Nabisco Grand Prix 1989. Si è giocato a Kitzbühel in Austria dal 31 luglio al 6 agosto 1989.

## Campioni

### Singolare maschile
Emilio Sánchez ha battuto in finale  Martín Jaite con il punteggio di 7–6, 6–1, 2–6, 6–2

### Doppio maschile
Emilio Sánchez /  Javier Sánchez hanno battuto in finale  Petr Korda /  Tomáš Šmíd con il punteggio di 7–5, 7–6